# Janusz Poniewierski
Janusz Poniewierski (ur. 6 października 1958) – polski publicysta katolicki, autor i redaktor wielu książek poświęconych dziełu Jana Pawła II

## Życiorys
Od 1989 był członkiem redakcji "Tygodnika Powszechnego", a w latach 1993-1997 kierował w nim działem religijnym. Od 1998 jest członkiem redakcji miesięcznika "Znak". W 2012 został prezesem krakowskiego Klubu Chrześcijan i Żydów „Przymierze”. W 2010 otrzymał jako członek zespołu redaktorów "Dzieł zebranych Jana Pawła II" (wyd. M) Nagrodę Totus. Do nagrody tej był również nominowany indywidualnie w 2001, 2011 i 2013. W 2011 został nominowany do nagrody dziennikarskiej „Ślad” im. Bp. Jana Chrapka. W 2012 został odznaczony Złotym Krzyżem Zasługi "za osiągnięcia w działalności społecznej oraz wydawniczej". (M.P. z 11 maja 2012, poz. 283)

## Książki

### Prace własne
- Pielgrzymka 1999: dzień po dniu, wyd. Znak, Kraków 1999
- Pontyfikat, wyd. Znak, Kraków 1999 (III wyd. Pontyfikat. 1978-2005, wyd. Znak, Kraków 2005)
- Gesty Jana Pawła II, wyd. Znak, Kraków 2006

### Redakcja, opracowania
- Andrzej Bardecki Zawsze jest inaczej, wyd. Znak, Kraków 1995 - współpraca (razem z Adamem Szostkiewiczem)
- Jan Paweł II Ewangelia cierpienia wybór homilii, przemówień i dokumentów, wyd. Znak, Kraków 1997 - redaktor tomu
- Jan Paweł II Pielgrzymki do Ojczyzny: 1979, 1983, 1987, 1991, 1995, 1997: przemówienia, homilie, wyd. Znak, Kraków 1997 - opracowanie i redakcja
- Przemówienia i homilie Ojca Świętego Jana Pawła II, wyd. Znak, Kraków 1997 - opracowanie i redakcja
- Józef Tischner W krainie schorowanej wyobraźni, wyd. Znak, Kraków 1997 - redakcja
- Jan Kracik Święty Kościół grzesznych ludzi, wyd. Znak, Kraków 1998 - redakcja
- Józef Tischner Filozofia dramatu, wyd. Znak, Kraków 1998 - redakcja
- Józef Tischner Spór o człowieka, wyd. Znak, Kraków 1998 - redakcja
- Józef Tischner Ksiądz na manowcach, wyd. Znak, Kraków 1999 - redakcja
- Jerzy Turowicz, Bilet do raju, wyd. Znak, Kraków 1999 - redakcja
- George Weigel Świadek nadziei. Biografia papieża Jana Pawła II, wyd. Znak, Kraków 2000 - redakcja
- Nad przepaściami wiary. Z ks. Wacławem Hryniewiczem OMI rozmawiają Elżbieta Adamiak i Józef Majewski, wyd. Znak, Kraków 2001 - redakcja
- Kwiatki Jana Pawła II, wyd. Znak, Kraków 2002 - wybór i opracowanie (według pomysłu i we współpracy z Janem Turnauem, książka wydana również w Chorwacji, Francji, Korei Płd., Portugalii, Rosji, Słowenii i we Włoszech)
- Różaniec z Janem Pawłem II, wyd. Znak, Kraków 2002 - wybór tekstów i opracowanie (razem z Wojciechem Bonowiczem)
- Droga Krzyżowa i Droga Światła z Janem Pawłem II, wyd. Znak, Kraków 2004 - wybór tekstów i opracowanie (razem z Wojciechem Bonowiczem)
- Pamięć przyszłości: Stefanowi Wilkanowiczowi na początek dziewiątej dekady wyd. Znak, Kraków 2005 - redaktor tomu
- Jan Paweł II Szukałem was..., wyd. Znak, Kraków 2005 - wybór i układ
- Dzieła zebrane Jana Pawła II, wyd. M, Kraków 2010 - członek zespołu redakcyjnego
- Pascha z błogosławionym Janem Pawłem II, wyd. Salwator, Kraków 2011 - wybór i opracowanie tekstu
- Ewangelia dzieciństwa. Komentarz Jana Pawła II, wyd. AA, Kraków 2013 - wybór i opracowanie